# 巴格达之战 (1258年)
1258年2月10日，旭烈兀領導的蒙古軍征服並摧毀了阿拔斯王朝哈里發的首都巴格達。旭烈兀的目標是將中東置於蒙古帝國的牢固控制之下，儘管哈里發本被認定為附庸，然而拒絕以其身分表態服從以及無意進貢軍事支援，因此旭烈兀按照大汗蒙哥的命令消滅阿拔斯王朝。
在圍攻和占領之後，巴格達被徹底摧毀，平民傷亡估計在10萬到100萬人間。整座城市被洗劫一空並被燒毀，文化財產和圖書館被毀。日後在河中發現了一些破壞的遺跡。結果，巴格達在接下來很長一段時間內變成一個不重要的地方；蒙古人佔領這座城市被視為伊斯蘭黃金時代的終結，而阿拔斯王朝哈里发穆斯台绥木被处死也标志着阿拉伯帝国的灭亡。